# Arthur Hannemann
Arthur Hannemann (* 23. Oktober 1935 in Bochow) ist ein ehemaliger deutscher Leichtathlet. Er trat im Mittel- und Langstreckenlauf sowie im Crosslauf an.

## Biografie
Hannemann gewann bei den DDR-Meisterschaften 1958 und 1960 im Crosslauf jeweils die Silbermedaille im Einzel und die Goldmedaille in der Mannschaftswertung. Bei den Olympischen Spielen 1960 in Rom startete er über 1500 m, schied allerdings in seinem Vorlauf aus. 1962 konnte er sich den nationalen Meistertitel über 5000 m sichern. Bei seiner zweiten Olympiateilnahme bei den Sommerspielen 1964 in Tokio startete Hannemann im Rennen über 10.000 m, in dem er den 27. Platz belegte. 
Von Beruf war Hannemann Sportlehrer und diente als Offizier in der Nationalen Volksarmee.